# James B. Spencer
James Bradley Spencer (* 26. April 1781 in Salisbury, Connecticut; † 26. März 1848 in Fort Covington, New York) war ein US-amerikanischer Jurist und Politiker. Zwischen 1837 und 1839 vertrat er den Bundesstaat New York im US-Repräsentantenhaus.

## Werdegang
James Bradley Spencer wurde während des Unabhängigkeitskrieges in Salisbury geboren und wuchs dort auf. In dieser Zeit erhielt er eine bescheidene Schulbildung. Er zog nach Franklin County, wo er sich in Fort Covington niederließ. Während des Britisch-Amerikanischen Krieges hob er eine Kompanie aus und diente als Captain in der 29. US Infanterie. 1814 wurde er zum lokalen Magistrat ernannt. Er war zwischen 1828 und 1837 als Vormundschafts- und Nachlassrichter (surrogate) im Franklin County tätig. In dieser Zeit wurde er 1829 zum Loan Commissioner ernannt. Er saß in den Jahren 1831 und 1832 in der New York State Assembly. Politisch gehörte er der Demokratischen Partei an. Bei den Kongresswahlen des Jahres 1836 für den 25. Kongress wurde Spencer im 14. Wahlbezirk von New York in das US-Repräsentantenhaus in Washington D.C. gewählt, wo er am 4. März 1837 die Nachfolge von Ransom H. Gillet antrat. Er schied nach dem 3. März 1839 aus dem Kongress aus. Am 26. März 1848 verstarb er in Fort Covington und wurde dann auf dem Old Cemetery beigesetzt.